# Xanthorhoe chloephora
Xanthorhoe chloephora là một loài bướm đêm trong họ Geometridae.